# العلاقات التشيكية الكاميرونية
العلاقات التشيكية الكاميرونية هي العلاقات الثنائية التي تجمع بين التشيك والكاميرون.

## مقارنة بين البلدين
هذه مقارنة عامة ومرجعية للدولتين:
| وجه المقارنة                                              | التشيك                                                                            | الكاميرون                      |
| --------------------------------------------------------- | --------------------------------------------------------------------------------- | ------------------------------ |
| المساحة (كم2)                                             | 78.87 ألف                                                                         | 475.44 ألف                     |
| عدد السكان (نسمة)                                         | 10.52 مليون                                                                       | 24.05 مليون                    |
| الكثافة السكانية (ن./كم²)                                 | 133.38                                                                            | 50.58                          |
| العاصمة                                                   | براغ                                                                              | ياوندي                         |
| اللغة الرسمية                                             | اللغة التشيكية                                                                    | لغة فرنسية، لغة إنجليزية       |
| العملة                                                    | كرونة تشيكية، كرونة تشيكوسلوفاكية                                                 | فرنك وسط أفريقي                |
| الناتج المحلي الإجمالي (بليون دولار)                      | 215.73 مليار                                                                      | 34.80 مليار                    |
| الناتج المحلي الإجمالي (تعادل القوة الشرائية) بليون دولار | 356.15 مليار                                                                      | 72.72 مليار                    |
| الناتج المحلي الإجمالي الاسمي للفرد دولار أمريكي          | 17.55 ألف                                                                         | 1.22 ألف                       |
| الناتج المحلي الإجمالي للفرد دولار أمريكي                 | 31.19 ألف                                                                         | 2.97 ألف                       |
| مؤشر التنمية البشرية                                      | 0.878                                                                             | 0.512                          |
| رمز المكالمات الدولي                                      | +420                                                                              | +237                           |
| رمز الإنترنت                                              | .cz                                                                               | .cm                            |
| المنطقة الزمنية                                           | ت ع م+01:00، ت ع م+02:00، توقيت وسط أوروبا، توقيت وسط أوروبا الصيفي، أوروبا/براغ ‏ | توقيت غرب أفريقيا، ت ع م+01:00 |

## منظمات دولية مشتركة
يشترك البلدان في عضوية مجموعة من المنظمات الدولية، منها:
| علم المنظمة | اسم المنظمة                               | تاريخ انضمام التشيك | تاريخ انضمام الكاميرون |
| ----------- | ----------------------------------------- | ------------------- | ---------------------- |
|             | مؤسسة التنمية الدولية                     | 1993                | 10 أبريل 1964          |
|             | يونسكو                                    | 22 فبراير 1993      | 11 نوفمبر 1960         |
|             | مؤسسة التمويل الدولية                     | 1993                | 1 أكتوبر 1974          |
|             | منظمة حظر الأسلحة الكيميائية              | ?                   | ?                      |
|             | الأمم المتحدة                             | 19 يناير 1993       | 20 سبتمبر 1960         |
|             | الاتحاد الدولي للاتصالات                  | 1993                | 22 ديسمبر 1960         |
|             | منظمة الشرطة الجنائية الدولية             | ?                   | ?                      |
|             | البنك الدولي للإنشاء والتعمير             | 1993                | 10 يوليو 1963          |
|             | الاتحاد البريدي العالمي                   | ?                   | ?                      |
|             | المركز الدولي لتسوية المنازعات الاستشارية | 22 أبريل 1993       | 2 فبراير 1967          |
|             | وكالة ضمان الاستثمار متعدد الأطراف        | 1993                | 7 أكتوبر 1988          |
|             | منظمة التجارة العالمية                    | ?                   | ?                      |
|             | الفريق المعني برصد الأرض                  | ?                   | ?                      |

## أعلام
هذه قائمة لبعض الشخصيات التي تربطها علاقات بالبلدين:
- كارستين أيونج (رياضي تشيكي، 20 يناير 1998 – )

## وصلات خارجية
- موقع وزارة الخارجية التشيكية
- موقع وزارة الخارجية الكاميرونية